# Schöppenstedt
Schöppenstedt är en stad i Landkreis Wolfenbüttel i förbundslandet Niedersachsen i Tyskland.
Staden ingår i kommunalförbundet Samtgemeinde Elm-Asse tillsammans med ytterligare elva kommuner.

## Politik

### Statsråd och borgmästare
I valet 2016 fick dessa partier platser i statsrådet.
- SPD: 10 platser
- CDU: 5 platser
- De gröna (tyska: Die Grünen): 1 plats

Borgmästaren är sedan 1991 Karl-Heinz Mühe (SPD).

## Kända personer
Ludwig von Strümpell (1812-1899), pedagog